# Agapanthus campanulatus
Espèce
Synonymes
- Agapanthus campanulatum[2]

Agapanthus campanulatus est une espèce de plantes herbacées de la famille des Agapanthacées.

## Liste des sous-espèces
Selon Tropicos (5 mai 2023) :
- Agapanthus campanulatus subsp. patens (F.M. Leight.) F.M. Leight.